# باربر كانبل
باربر بنيامين كانبل جونير (2 نوفمبر 1922 – 30 نوفمبر 2003) كان عضوًا في مجلس النواب الأمريكي من نيويورك والرئيس السابق لمجموعة البنك الدولي.